# Saint-Claude (Jura)
Saint-Claude ist eine Stadt und eine französische Gemeinde im Département Jura in der Region Bourgogne-Franche-Comté. Sie ist Hauptort des Arrondissements Saint-Claude und des Kantons Saint-Claude.
Saint-Claude bildete mit seinem im 5. Jahrhundert gegründeten Kloster von Condat das religiöse Zentrum des Hochjuras. Heute wird das wirtschaftliche Leben der Stadt durch die Herstellung von Tabakspfeifen, die Diamantschleiferei und die Kunststoffindustrie geprägt.

## Geographie
Saint-Claude liegt auf 431 m, etwa 30 Kilometer nordwestlich der Stadt Genf und 105 km nordöstlich von Lyon (Luftlinie). Die Stadt erstreckt sich im Jura, tief eingeschnitten in einem Talkessel auf einem felsigen Geländevorsprung über dem Zusammenfluss von Tacon und Bienne, umgeben von Mont Chabot im Süden, Mont Bayard im Osten und dem Höhenrücken der Forêt d’Avignon im Westen.
Die Fläche des 70,19 km² großen Gemeindegebiets umfasst einen Abschnitt des französischen Juras. Das Gebiet weist starke Reliefunterschiede auf. In geologischer Hinsicht liegt Saint-Claude im Faltenjura, inmitten einer Reihe von Synklinalen und Antiklinalen, die gemäß der Streichrichtung des Juras in diesem Gebiet in Südwest-Nordost-Richtung orientiert sind. Diese parallel verlaufenden Geländestrukturen werden verschiedenenorts durch Verwerfungen gestört. Die anstehenden Kalkgesteinsschichten auf den Hochflächen stammen aus der oberen Jurazeit und zum Teil aus der Kreidezeit. In den Tälern sind auch Sedimentschichten der mittleren und unteren Jurazeit aufgeschlossen. Das Flusssystem seinerseits folgt nicht nur den vorhandenen Strukturen, sondern zeigt auch charakteristische Klusen (Quertäler).
Wichtigstes Fließgewässer ist die Bienne, welche das Gemeindegebiet in einem tief eingeschnittenen Tal durchquert. Sie erreicht den Talkessel von Saint-Claude von Norden her und biegt unterhalb der Stadt nach Westen ab, um erneut durch eine Klus zu fließen. Im Talkessel von Saint-Claude erhält sie von Osten Zufluss durch den Tacon. Beide Flüsse sind im Bereich der Stadt rund 20 bis 30 m in den Talboden eingetieft, weswegen der Hauptteil von Saint-Claude auf einem Kalkplateau respektive Geländevorsprung liegt.
Während nur ein kleines Gebiet am westlichen Talhang der Bienne zu Saint-Claude gehört, erstreckt sich das Gemeindeareal weit nach Norden über die Waldkämme von Bois de Lésigna (780 m), Bois de Cuttura (874 m) und Bois de la Joux (940 m) bis auf die breite Moorhochfläche von Les Prés-Valfin. Nach Süden und Südwesten reicht der Gemeindeboden auf die an das Tal der Bienne angrenzenden Höhen von Mont Chabot (905 m), Crêt de Surmontant (1055 m) und Truffet (685 m) und umfasst dabei den linken Talhang der Bienne.
Im Osten wird Saint-Claude von den Höhen des Mont Bayard (947 m) und des Pain de Sucre (755 m) überragt. Dazwischen befindet sich der Erosionskessel der Gorges de l’Abîme, der an seiner Oberkante von einem hufeisenförmigen Felszirkus umsäumt wird. Weiter im Nordosten schließen sich die Hochfläche von Cinquétral und das große Waldgebiet der Le Frênois Forêt am Rand der Hautes-Combes an. Auch das Erosionstal Combe de Tressus, das vom Grosdar zum Tacon entwässert wird, gehört zu Saint-Claude. An seiner nördlichen Flanke, auf den Rochers de Tressus, wird mit 1222 m die höchste Erhebung von Saint-Claude erreicht. Das Gemeindegebiet ist Teil des Regionalen Naturparks Haut-Jura (frz.: Parc naturel régional du Haut-Jura).

### Gemeindegliederung
Zu Saint-Claude gehören neben der eigentlichen Stadt auch zahlreiche Dörfer, Weiler und Hofgruppen, darunter:
- Saint-Hubert (420 m) südlich des Tacon
- Rochefort (415 m) im Tal des Tacon
- La Croix-du-Bar (410 m) an der Bienne am Nordfuß des Crêt de Surmontant
- Etables (400 m) im Tal der Bienne am Nordfuß des Crêt de Surmontant
- Chevry (525 m) in einer Talmulde am Westfuß des Crêt de Surmontant
- Ranchette (655 m) auf einem Geländevorsprung hoch über dem Tal der Bienne
- Chaumont (711 m) auf einem Geländevorsprung am Südhang des Mont Bayard hoch über dem Tal des Tacon
- La Main Morte (936 m) am Grosdar am Eingang in die Combe de Tressus, unterhalb des Aussichtspunktes Crêt Pourri
- Crêt Giraud (1020 m) in der Combe de Tressus
- Les Cernoises (1058 m) in der Combe de Tressus
- Haut-Crêt (1119 m) auf der Höhe am östlichen Ende der Combe de Tressus
- Vaucluse (634 m) im Erosionskessel der Gorges de l’Abîme
- Cinquétral (862 m) auf der Hochfläche östlich des Tals der Bienne
- Noire-Combe (577 m) auf einer Geländeterrasse am östlichen Talhang der Bienne
- Valfin-lès-Saint-Claude (679 m) am westlichen Talhang hoch über der Bienne
- Sur la Côte (870 m) am Rand des Bois de la Joux
- Les Prés-de-Valfin (858 m) am Rand eines Moorgebietes

Nachbargemeinden von Saint-Claude sind
- Leschères, La Rixouse und Longchaumois im Norden,
- Lamoura und Septmoncel les Molunes mit Septmoncel im Osten,
- Villard-Saint-Sauveur, Coiserette und Larrivoire im Süden,
- Chassal-Molinges, Lavans-lès-Saint-Claude, Ponthoux, Avignon-lès-Saint-Claude und Coteaux du Lizon mit Cuttura im Westen.

## Geschichte
Die Wurzeln von Saint-Claude reichen in die Zeit kurz nach dem Jahr 400 nach Christus zurück. Zu dieser Zeit gründeten die aus der Region stammenden heiligen Romanus und Lupicinus auf dem Vorsprung über dem Zusammenfluss von Tacon und Bienne an der Stelle einer gallorömischen Siedlung eines der ersten Klöster des Abendlandes. Zunächst wurde der Ort Condadisco genannt, abgeleitet vom keltischen Wort condate (Zusammenfluss).
Unter Oyend, dem vierten Abt, entwickelte sich die Abtei und die daneben entstandene Siedlung zum religiösen Zentrum des Hochjuras und wurde Sitz eines Fürstentums. Zu Ehren dieses Abtes wurde der Ort im Jahre 510 in Saint-Oyend-de-Joux umbenannt. In der folgenden Zeit stärkte die Abtei ihren Einfluss in der Region weiter. Die Mönche rodeten in den Tälern und auf den Hochflächen des Juras viele verschiedene Flächen, machten sie urbar und legten so den Grundstein für zahlreiche Dörfer der Umgebung. Die Hochflächen der Hautes-Combes waren jedoch infolge des rauen Klimas bis ins Spätmittelalter nur während des Sommerhalbjahres besiedelt. Von Saint-Claude gingen zahlreiche Klostergründungen im Jura und im angrenzenden Schweizer Mittelland aus.
Saint-Oyend-de-Joux entwickelte sich über die Jahrhunderte hinweg zu einem wichtigen Pilgerort. Diese Funktion wurde weiter gestärkt, als Ende des 11. Jahrhunderts die Reliquien des zwölften Abtes Claude (um 700 gestorben) in sehr gut erhaltenem Zustand wiederentdeckt wurden. Aus diesem Grund wurde der Ort zu Beginn des 12. Jahrhunderts in Saint-Claude umbenannt. Die Mönche lebten nun nach den Regeln des Benediktinerordens.
Erste Freiheiten erlangte Saint-Claude bereits im 13. Jahrhundert, bevor es 1310 mit dem Stadtrecht ausgestattet wurde. In der folgenden Zeit etablierte sich in der Stadt, die nun nicht mehr uneingeschränkt von der Abtei abhängig war, die Herstellung von Kleinartikeln (Holzwaren, Pfeifen etc.) für die Pilger.
Zusammen mit der Franche-Comté gelangte Saint-Claude mit dem Frieden von Nimwegen 1678 an Frankreich. Im ausgehenden Spätmittelalter setzte der allmähliche Niedergang der Abtei ein. 1742 wurde Saint-Claude zum Bischofssitz erhoben. Das Bistum Saint-Claude existiert noch heute, doch wurde der Bischofssitz nach Lons-le-Saunier verlegt. Die Französische Revolution und ein Großbrand im Jahre 1799 verhinderten eine rasche wirtschaftliche Entwicklung der Stadt. Mittlerweile hatten sich entlang der Flussläufe von Bienne und Tacon verschiedene Fabriken niedergelassen, die auf die Wasserkraft angewiesen waren, darunter Papiermühlen, Baumwollspinnereien und Drahtziehereien. 1811 wuchs das Gebiet von Saint-Claude durch die Eingemeindung der Ortschaften Etables und Vaucluse.
Im Lauf des 19. Jahrhunderts wandelte sich Saint-Claude zu einer Industriestadt. Zu den traditionellen Industriezweigen kamen die Herstellung von Pfeifen aus Bruyèreholz und Tabaksdosen, der Geigenbau und besonders ab 1880 die Edelsteinschleiferei (für die Herstellung von Schmuckstücken und von Zubehörteilen für die Uhrenindustrie). Zusammen mit der ebenfalls Ende des 19. Jahrhunderts eingeführten Kunststoffverarbeitung prägten diese Branchen das wirtschaftliche Leben bis weit ins 20. Jahrhundert hinein und waren verantwortlich für das rasche Wachstum von Saint-Claude in dieser Zeit.
Am 19. August 1890 wurde Saint-Claude von einem starken Tornado getroffen. Der Sturm richtete schwere Schäden an. Fünf Menschen kamen dabei ums Leben.
Durch die Weltwirtschaftskrise 1929 und den Zweiten Weltkrieg wurde dieser Aufschwung jedoch jäh gestoppt. Gegen die deutsche Besatzung entstand im Jura ein engmaschig organisierter Widerstand. Der Sozialist und Leiter der Lebensmittelgenossenschaft La Fraternelle Edmond Ponard kommandierte die lokale Gruppe der Résistance. Dabei unterstützte ihn sein Assistent und Handelsdirektor Maurice Regad (1906–1945). Mit der Genossenschaft und ihrem Filialnetz, im Volksmund kurz La Frat genannt, versorgten sie die Kämpfer im Untergrund mit Lebensnotwendigem. Im Februar bis April 1944 leitete Ponard den Befreiungskampf im ganzen Département. Am 7. April 1944 wurde Saint-Claude von den Deutschen überfallen. Regad wurde dabei festgenommen und am 12. Mai 1944 nach Nazi-Deutschland deportiert. Er starb am 21. Februar 1945 in Ellrich in einem der Außenlager des KZ Mittelbau-Dora.
Nach 1945 hielt die Rezession an, da Saint-Claude im Tal der Bienne wenig Ausdehnungsmöglichkeiten hatte und abseits der Hauptverkehrsachsen lag. Dies änderte sich hingegen mit der Eröffnung der Industriezone Plan d’Acier im Jahr 1970. Verschiedene Produktionsbetriebe wurden aus der Stadt ausgelagert und in der neuen Industriezone angesiedelt, was neue Möglichkeiten in der Stadtplanung öffnete.
Zu einer Vergrößerung des Gebietes von Saint-Claude kam es 1974, als die fünf umliegenden Kleingemeinden Chaumont, Chevry, Cinquétral, Ranchette und Valfin-lès-Saint-Claude mit insgesamt rund 450 Einwohnern eingemeindet wurden. 1993 wurde mit der Communauté de communes de Val de Bienne ein Gemeindeverband gegründet, der zunächst Saint-Claude, Chassal und Molinges umfasste. Seit 2003 gehören auch Choux, Coiserette, Coyrière, Larrivoire, Viry und Vulvoz dazu.

## Sehenswürdigkeiten

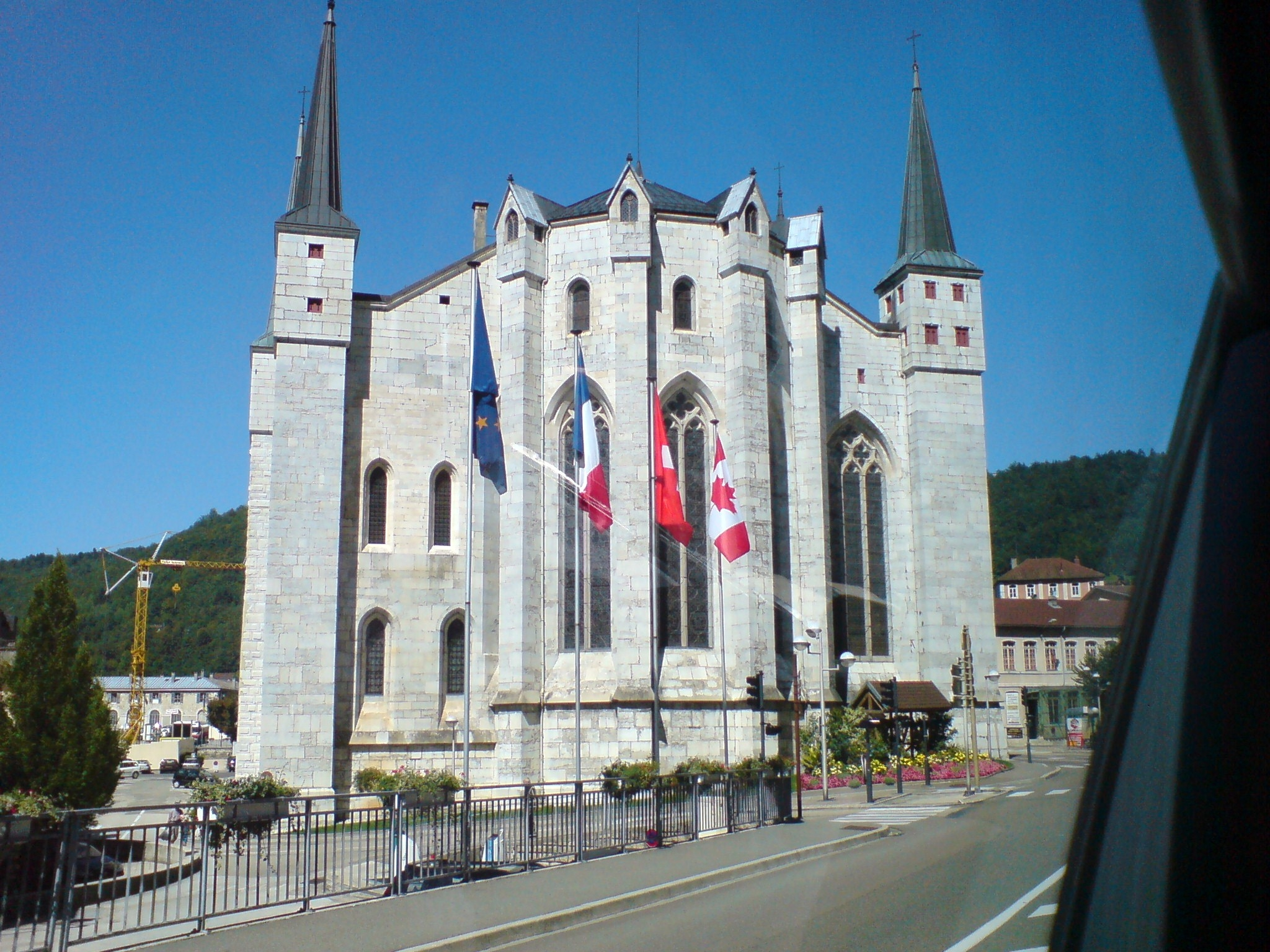
Kathedrale St. Pierre in Saint-Claude

Die Kathedrale Saint-Pierre de Saint-Claude am Rand der Altstadt am Fuß des Mont Bayard wurde in mehreren Etappen vom 14. bis zum Beginn des 18. Jahrhunderts erbaut. Sie ist befestigt, besitzt mehr als drei Meter dicke Außenmauern sowie einen Frontturm (der zweite wurde nicht vollendet) und zeigt Stilformen der Gotik, des Klassizismus und des Barock. Die Kathedrale birgt eine reiche Innenausstattung: ein Retabel aus dem 16. Jahrhundert im Stil der italienischen Renaissance, reich geschnitztes Chorgestühl (1447 bis 1450), eine Orgel im Stil Louis-seize, Glasmalereien aus dem 15. Jahrhundert und die Kapelle Saint-Claude mit den Reliquien des Heiligen Claude.
An der Stelle des ehemaligen Karmeliterklosters, das beim Großbrand 1799 zerstört worden war, steht seit 1869 eine Sühnekapelle. Von 1923 stammt die Kirche Sacré Cœur.
Die langgestreckte Altstadt, die sich von der Mündung des Tacon in die Bienne über fast einen Kilometer nordwärts über den schmalen Geländevorsprung und auf das Plateau am Fuß des Mont Bayard hinzieht, zeigt ein spätmittelalterliches Gepräge mit eng aneinandergebauten Bürgerhäusern, die zumeist aus der Zeit um 1800 stammen. Von der ehemaligen Stadtbefestigung sind nur wenige Überreste erhalten. Das Maison du Peuple wurde 1910 eingeweiht. Über die Bienne führt eine 1861 errichtete Bogenbrücke.
Von den Museen sind das Musée de la Pipe et des Diamants (Ausstellung über das Handwerk der Pfeifenherstellung und die Edelsteinschleiferei) und ein weiteres Museum über Hornpfeifen zu erwähnen.
Auch die umliegenden, mittlerweile nach Saint-Claude eingemeindeten Ortschaften weisen Sehenswürdigkeiten auf. Dazu zählen die im 17. Jahrhundert erbaute Kirche von Cinquétral, die Kirche von Valfin (19. Jahrhundert), die Kapelle von Vaucluse (1685) mit einer klassizistischen Fassade, die Kapelle von Chaumont mit einem Holzturm sowie das Château de Chevry (16. Jahrhundert) mit seiner Schlosskapelle.

## Bevölkerung
| Jahr                       | 1881 | 1901   | 1926   | 1946   | 1962   | 1968   | 1975   | 1982   | 1990   | 1999   | 2017 |
| -------------------------- | ---- | ------ | ------ | ------ | ------ | ------ | ------ | ------ | ------ | ------ | ---- |
| Einwohner                  | 8216 | 10.449 | 13.947 | 10.749 | 12.689 | 12.950 | 13.511 | 12.715 | 12.704 | 12.303 | 9279 |
| Quellen: Cassini und INSEE |      |        |        |        |        |        |        |        |        |        |      |

Mit 8556 Einwohnern (Stand 1. Januar 2022) gehört Saint-Claude zu den größten Gemeinden des Départements Jura. Starke Wachstumsraten wies Saint-Claude zur Zeit seiner Industrialisierung in der zweiten Hälfte des 19. Jahrhunderts auf. Bereits im Jahr 1895 wurde die Grenze von 10.000 Einwohnern überschritten. Die florierende Industrie führte zu einem weiteren Wachstum, so dass in den späten 1920er Jahren kurz vor der Weltwirtschaftskrise mit ungefähr 14.000 Einwohnern der bisherige Höchststand erreicht wurde. Danach wurde ein Bevölkerungsrückgang von fast 25 % registriert. Ein erneuter Wachstumsschub folgte in der Zeit von etwa 1955 bis 1975 im Zusammenhang mit der wieder aufstrebenden Industrie. Seit Mitte der 1970er Jahre wurde insgesamt eine leicht rückläufige Tendenz verzeichnet.
Das Siedlungsgebiet von Saint-Claude umfasst den Talkessel im Bereich der Mündung des Tacon in die Bienne, zieht sich insbesondere am westlichen Talhang der Bienne hoch und reicht auch in das Tal des Tacon hinein.

## Wirtschaft
Saint-Claude ist heute eine wichtige Industriestadt im Hochjura. Die traditionellen Industriezweige der Tabakspfeifenherstellung und der Diamantenschleiferei prägen weiterhin die wirtschaftliche Aktivität der Stadt. Ebenfalls von Bedeutung sind die Kunststoffindustrie, die Metallverarbeitung und Maschinenherstellung, die Präzisionsmechanik sowie die Verpackungsindustrie. Größere Gewerbe- und Industriezonen befinden sich in Bahnhofnähe westlich der Bienne sowie talabwärts in einer Talweitung bei Etables. Hier liegt die Industriezone Plan d’Acier, die ab 1970 eingerichtet wurde und mittlerweile den ganzen Talboden beidseits der Bienne ausfüllt. Saint-Claude ist damit Teil der Industrieregion La Plastics Vallée, die sich von Nantua über Oyonnax bis Saint-Claude erstreckt und auch Morez umfasst.

## Kultur und Tourismus
Die Stadt besitzt ein reiches kulturelles Leben. Zu den wichtigen Kulturveranstaltungen gehören das Festival der Klassischen Musik des Haut-Jura sowie die seit dem Mittelalter alljährlich durchgeführte traditionelle Fête de Soufflacouls. Daneben gibt es in Saint-Claude Kinos, ein Theater und Ludotheken.
Als Zentrum des Regionalen Naturparks des Haut-Jura profitiert Saint-Claude auch vom Tourismus und ist Standort zahlreicher Hotels. Die Stadt ist Ausgangspunkt sowohl für sommerliche als auch für winterliche Freizeitaktivitäten im Hochjura. Das Angebot reicht von Wanderungen, Fahrradtouren und Fischen über den Skisport bis hin zu Fallschirmspringen, Canyoning und Höhlenforschung.

## Verkehr
Die Stadt ist verkehrstechnisch gut erschlossen. Sie liegt an der Hauptstraße, die von Lons-le-Saunier durch das Tal der Bienne und über den Col de la Faucille in die Region Genf führt. Weitere regionale Straßenverbindungen bestehen mit Oyonnax, Morez und Saint-Germain-de-Joux. Der nächste Anschluss an die Autobahn A404 (Saint-Martin-du-Frêne–Oyonnax) befindet sich in einer Entfernung von rund 30 km.
Saint-Claude besitzt einen Bahnhof an der Eisenbahnlinie, welche die Strecke von Bourg-en-Bresse via Oyonnax nach Morez bedient. Mindestens der Abschnitt Oyonnax-St. Claude ist stillgelegt. Stattdessen fahren Busse. Auf einem Hochplateau oberhalb von Lavans-lès-Saint-Claude etwa 10 km westlich der Stadt befindet sich der Flugplatz Saint-Claude-Pratz. Dieser Flugplatz ist oder  war eine Piste aus Gras, Markierungen fehlen. Er ist offensichtlich für den öffentlichen Flugverkehr nicht zugelassen. Ein Klubhaus eines Modellflugclubs befindet sich auf dem Gelände.

## Partnerschaft
Saint-Claude unterhält seit September 1979 eine Partnerschaft mit der deutschen Stadt Rottenburg am Neckar in Baden-Württemberg.

## Persönlichkeiten
- Charles-Hubert Jeantet (1792–1866), römisch-katholischer Ordensgeistlicher und Apostolischer Vikar von West-Tonking
- René Nicod (1881–1950), Politiker und Résistant
- Suzanne Belperron (1900–1983), Schmuckdesignerin
- Josef Maier (1921–1995), deutscher Mechaniker, Erfinder und Unternehmer
- Sébastien Lacroix (* 1983), Nordischer Kombinierer, Weltmeister
- Mevlüt Erdinç (* 1987), Fußballspieler
- Juliette Lazzarotto (* 1992), Biathletin